# 莱昂·甘必大

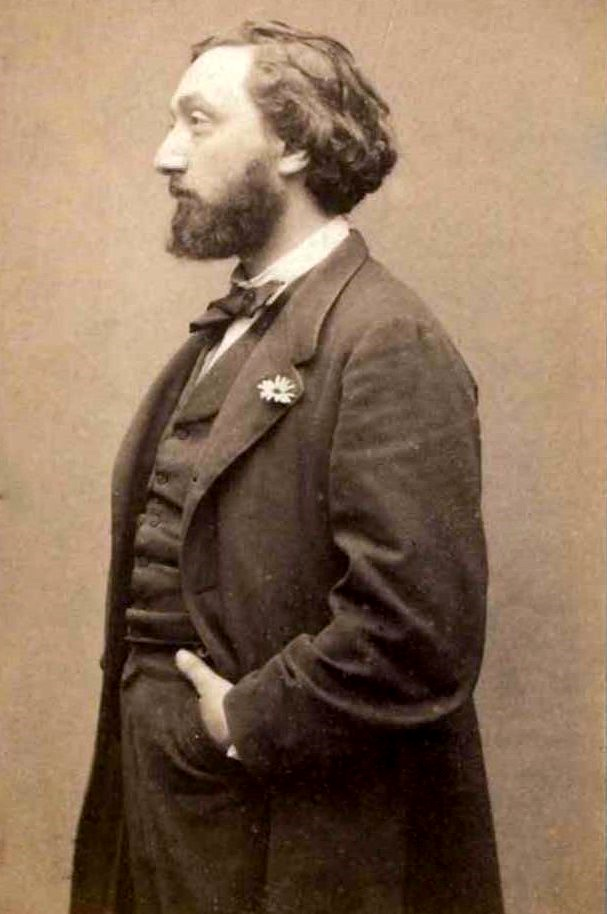
甘必大

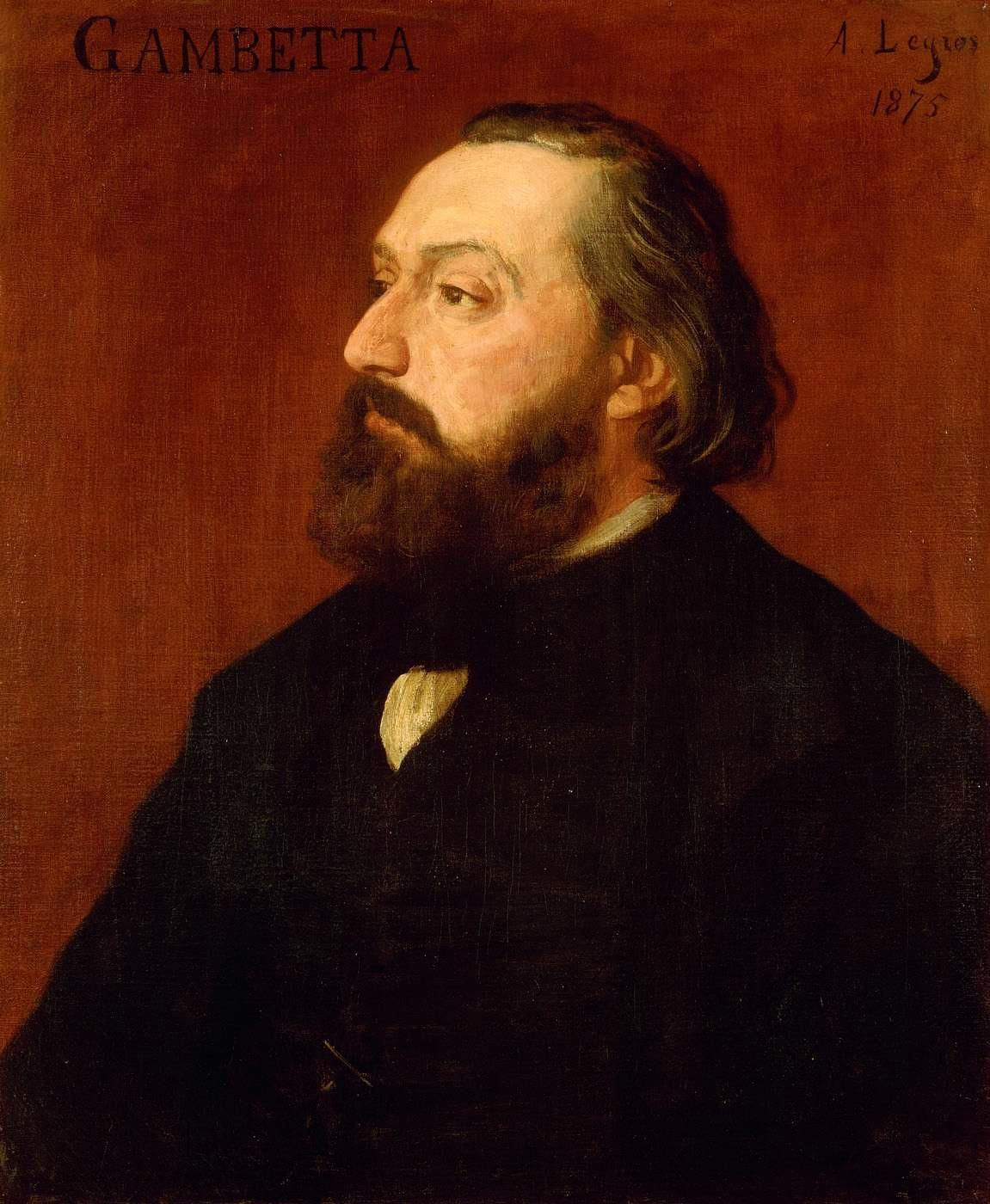
甘必大，阿方斯·勒格罗作（1875年）

莱昂·甘必大（法語：Léon Gambetta；1838年4月2日—1882年12月31日），法國共和派政治家。
出生于法蘭西王國卡奥尔。父亲是热那亚的杂货商，母亲是法国人。15岁时因事故造成右眼失明。1857年在巴黎大學攻讀法律，1859年成为法庭律师。1870年普法战争拿破仑三世战败，九月革命爆发，共和国成立后任國防政府内政部长；巴黎被围后他冒着风险，乘气球飞越普军封锁线离开巴黎，准备组织新军，抗击普军；后领导共和派反对保皇党恢复帝制，捍卫了第三共和国。1879年—1881年，任众议院议长；1881年—1882年，任法国总理兼外交部长，推行殖民主义政策，主张对德战争。1882年12月，甘必大被人用左轮手枪击伤，12月31日在塞夫尔附近的阿夫赖城家中死于肠癌或胃癌。